# Kikuji Ishimoto
Kikuji Ishimoto (石本 喜久治 Ishimoto Kikuji?) (Kōbe, 15 de febrero de 1894-27 de noviembre de 1963) fue un arquitecto racionalista japonés. 

## Trayectoria

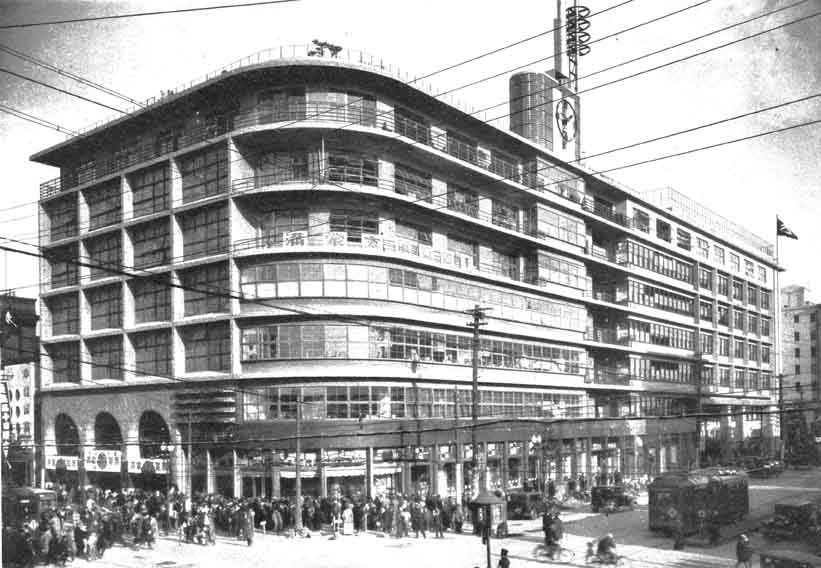
Grandes almacenes Shiroyuki, Tokio (1927-1931)

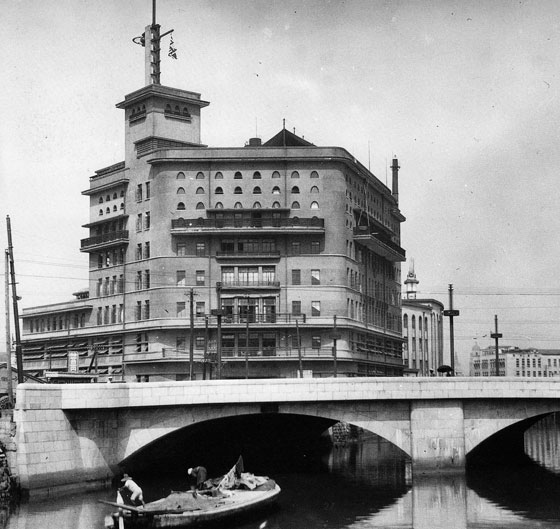
Oficinas de Asahi Shimbun (1927), Tokio

Estudió en la Universidad de Tokio, donde se tituló en 1920. Ese año fundó con Mamoru Yamada, Sutemi Horiguchi, Mayumi Takizawa, Keiichi Morita y Shigeru Yada el Grupo de Secesión (Bunri-ha), una asociación inspirada en la arquitectura secesionista vienesa y, especialmente, en Otto Wagner, que tenía como objetivo promover la arquitectura moderna en contraposición al academicismo imperante entonces en su país. Celebraron su primera exposición en los almacenes Shirokiya de Tokio en julio de 1920, a la que siguieron otras siete exposiciones entre 1920 y 1928.
En 1922 viajó a Europa, donde estudió con el arquitecto alemán Walter Gropius, fundador de la Bauhaus. Trabajó un tiempo en la empresa Takenaka Komuten, hasta que en 1927 abrió su propio estudio. Ese año realizó la sede del periódico Asahi Shimbun en Tokio, un edificio inspirado en la Escuela de Ámsterdam que es buena muestra del eclecticismo de Bunri-ha. Su siguiente obra fueron los grandes almacenes Shiroyuki en Tokio (1927-1931), con una fachada vidriada que recuerda las obras del constructivismo ruso.
Desde entonces su obra evolucionó claramente hacia el racionalismo —también llamado Estilo internacional o Movimiento moderno—, el estilo de moda en Europa por entonces. Buena muestra de ello fueron las casas Aoki y Tōgō (1931) y las oficinas del aeropuerto de Haneda en Tokio (1932). La casa Tōgō, realizada para el pintor Seiji Tōgō, estuvo inspirada en la casa Tugendhat de Ludwig Mies van der Rohe.
Tras la Segunda Guerra Mundial sus encargos fueron en aumento, especialmente los públicos, realizados la mayoría de las veces en hormigón visto, tal como en aquella época hacía también Kenzō Tange. Durante este período construyó numerosos equipamientos públicos como ayuntamientos, sedes de prefecturas, centros culturales, hoteles, estadios y centros industriales. Entre sus últimas obras destacan: los centros culturales de Shimoda (1967) y Tōno (1971) y las oficinas municipales de Hiroshima (1968).